# Salah Mejri
Salah Mejri Abidi (in arabo صالح الماجري‎?; Jendouba, 15 giugno 1986) è un cestista tunisino, di ruolo centro.

## Carriera

### Tunisia (2006-2010)

#### Étoile du Sahel (2006-2010)
Iniziò a giocare a basket all'età di 20 anni nelle file dell'Étoile Sportive du Sahel, squadra che milita nella prima divisione tunisina.

### Europa (2010-2015)

#### Antwerp Giants (2010-2012)
Nel settembre 2010 firmò un contratto biennale con gli Antwerp Giants, squadra belga militante nella Ligue Ethias.

#### Obradoiro (2012-2013)
Nel 2012 si trasferì in Spagna, andando a giocare per l'Obradoiro, squadra della Liga ACB, con la quale vinse il titolo di giocatore rivelazione nella stagione 2012-2013.

#### Real Madrid (2013-2015)
Nel 2013 firmò un contratto con il Real Madrid. Diventò così il primo giocatore arabo e tunisino a giocare per il Real Madrid, oltre ad essere il primo a giocare in Eurolega.
La stagione 2014-15 si concluse con la vittoria dell'Eurolega, battendo l'Olympiacos per 78–59. oltre alla vittoria del campionato spagnolo, dominando la serie finale contro il Barcelona, chiusa 3-0 per il Real. Con la vittoria del campionato, Mejri e compagni hanno vinto la Triple Crown.
Il 20 luglio 2015 venne annunciata la risoluzione del suo contratto con il Real Madrid.

### NBA (2015-2019)
Il 1º agosto 2015 firmò un contratto con i Dallas Mavericks, bisognosi di un centro dopo non essere riusciti a ingaggiare il free agent di lusso DeAndre Jordan.
Alla fine della pre-season riesce a ottenere un posto nel roster della franchigia texana, battendo la concorrenza del veterano Samuel Dalembert. Mejri fece il proprio debutto in NBA con i Mavs il 29 ottobre 2015 nella gara esterna contro i Phoenix Suns vinta 111-95. Mejri diventò così il primo tunisino in assoluto a giocare in NBA (tra l'altro 7 anni prima Mejri si candidò al Draft ma senza venire scelto). Nella sua prima stagione a Dallas Mejri scese in campo in 34 occasioni, giocando titolare solo 6 volte. In quanto il posto da titolare era di Zaza Pachulia (che giocò 76 parte, di cui 69 da titolare in stagione), che in febbraio sfiorò la convocazione all'All-Star Game, Mejri si giocò spesso il ruolo di subentrante con JaVale McGee. Mejri giocò 4 delle cinque partite disputate ai play-off dai Mavs, i quali vennero eliminati dagli Oklahoma City Thunder al primo turno per 4-1. Nel corso della prima stagione Mejri venne assegnato più volte ai Texas Legends in D-League, con cui giocò 8 partite.
Nella seconda stagione in Texas trovò molto più spazio in quanto giocò 73 partite su 82, di cui 11 partendo in quintetto base per sostituire il titolare infortunato Andrew Bogut (arrivato dai Golden State Warriors per sostituire Zaza Pachulia, che andò proprio a Golden State). Il 6 aprile 2017 andò vicino alla doppia-doppia mettendo a referto 10 punti e 9 rimbalzi nella sconfitta esterna per 112-101 contro i Los Angeles Clippers.
L'anno successivo trovò meno spazio giocando 61 partite, di cui 1 da titolare.
Il 3 agosto 2018 rifirmò coi Mavericks. Dopo aver passato più tempo in panchina che in campo avendo disputato solo 16 partite nella stagione (di cui 1 da titolare) il 7 febbraio 2019 venne tagliato. Tuttavia tre giorni dopo fece ritorno a Dallas. L'8 aprile 2019 mise a referto il suo career-high in punti e assist (19 e 5 rispettivamente) nel successo per 129-127 contro i Memphis Grizzlies.

### Cina (2019-2020)

#### Liaoning Flying Leopards (2019)
Il 10 settembre 2019 firmò con i Liaoning Flying Leopards.

### Nazionale
Rappresenta la nazionale tunisina a livello internazionale dal 2009, con cui ha vinto l'Afrobasket nel 2011 e nel 2021, inoltre ha ottenuto 3 bronzi (1 di questi nel 2013 ai Giochi del Mediterraneo).

## Statistiche

### NBA

#### Regular Season
| Anno      | Squadra          | PG  | PT | MP   | TC%  | 3P%  | TL%  | RP  | AP  | PRP | SP  | PP  |
| --------- | ---------------- | --- | -- | ---- | ---- | ---- | ---- | --- | --- | --- | --- | --- |
| 2015-2016 | Dallas Mavericks | 34  | 6  | 11,7 | 62,8 | 0,0  | 58,7 | 3,6 | 0,3 | 0,2 | 1,1 | 3,7 |
| 2016-2017 | Dallas Mavericks | 73  | 11 | 12,4 | 64,2 | 33,3 | 59,0 | 4,2 | 0,2 | 0,4 | 0,8 | 2,9 |
| 2017-2018 | Dallas Mavericks | 61  | 1  | 12,0 | 64,2 | 0,0  | 57,6 | 4,0 | 0,6 | 0,4 | 1,1 | 3,5 |
| 2018-2019 | Dallas Mavericks | 36  | 4  | 11,1 | 49,1 | 32,4 | 62,5 | 3,6 | 1,0 | 0,3 | 0,7 | 3,9 |
| Carriera  | Carriera         | 204 | 22 | 11,9 | 60,3 | 29,3 | 59,0 | 4,0 | 0,5 | 0,4 | 0,9 | 3,4 |

#### Play-off
| Anno     | Squadra          | PG | PT | MP   | TC%  | 3P% | TL%  | RP  | AP  | PRP | SP  | PP  |
| -------- | ---------------- | -- | -- | ---- | ---- | --- | ---- | --- | --- | --- | --- | --- |
| 2016     | Dallas Mavericks | 4  | 1  | 19,0 | 70,0 | 0,0 | 41,7 | 3,3 | 0,3 | 0,8 | 1,3 | 4,8 |
| Carriera | Carriera         | 4  | 1  | 19,0 | 70,0 | 0,0 | 41,7 | 3,3 | 0,3 | 0,8 | 1,3 | 4,8 |

#### Massimi in carriera
- Punti: 19 vs. Memphis Grizzlies (8 aprile 2019)[18]
- Assist: 5 vs. Memphis Grizzlies (8 aprile 2019)
- Rimbalzi: 17 vs. Philadelphia 76ers (2 febbraio 2017)
- Stoppate: 6 vs. Portland Trail Blazers (21 marzo 2016)
- Palle rubate: 4 (2 volte)

## Palmarès
- Campionato spagnolo: 1

Real Madrid: 2014-15
- Copa del Rey: 3

Real Madrid: 2014, 2015, 2020
- Supercoppa spagnola: 2

Real Madrid: 2013, 2014
- Eurolega: 1

Real Madrid: 2014-15